# Borisław Conew
Borisław Aleksandrow Conew (bułg. Борислав Александров Цонев; ur. 29 kwietnia 1995 w Błagojewgradzie) – bułgarski piłkarz, grający na pozycji pomocnika w Dalian Professional.

## Kariera klubowa
Wychowanek Pirinu Błagojewgrad, z którego w 2009 roku trafił do Lewskiego Sofia. Zadebiutował w tym klubie 27 maja 2011 w wygranym 3:0 meczu z FK Montana, a pierwszy profesjonalny kontrakt, na trzy lata, podpisał 29 kwietnia 2013. W październiku 2016 przeszedł do Beroe Stara Zagora. W lutym 2019 został zawodnikiem Interu Zaprešić. We wrześniu 2020 podpisał roczny kontrakt z Lewskim Sofia. W styczniu 2022 przeszedł do Czornomorci Odessa, jednak miesiąc później, po inwazji rosyjskiej na Ukrainę, wrócił do Bułgarii i został wypożyczony na pół roku do Sławii Sofia. Po raz pierwszy wystąpił w tym klubie 3 marca w wygranym 2:1 meczu ćwierćfinałowym Pucharu Bułgarii z Beroe Stara Zagora. Cztery dni później strzelił gola w wygranym 3:0 spotkaniu ligowym z Łokomotiwem Sofia. W sierpniu 2022 przeszedł do chińskiego Dalian Professional. Zadebiutował w tym klubie 28 sierpnia w przegranym 2:4 meczu z Meizhou Hakka, w którym strzelił gola.

## Kariera reprezentacyjna
Młodzieżowy reprezentant Bułgarii. W seniorskiej reprezentacji zadebiutował 8 września 2021 w wygranym 4:1 meczu z Gruzją.

## Życie osobiste
Jego brat bliźniak Radosław również jest piłkarzem.